# Agence nationale de la formation professionnelle
L'Agence nationale de la formation professionnelle en Côte d'Ivoire, plus connue sous le nom de « Agefop », dont le siège est à Abidjan au quartier Marcory Zone 4, angle rue Pierre Marie Curie/rue du canal de Biétry a été créée le 15 mai 1992. Elle a pour mission de développer, en Côte d’Ivoire, l’ingénierie de la formation professionnelle qualifiante. 